# Ceará SC
Ceará Sporting Club är en fotbollsklubb från staden Fortaleza i delstaten Ceará i Brasilien. Klubben grundades den 2 juni 1914 och spelar sina hemmamatcher på Estádio Plácido Aderaldo Castelo som tar strax över 40 000 åskådare vid fullsatt. Per 2011 har klubben har vunnit Campeonato Cearense 40 gånger samt kommit tvåa i Copa do Brasil en gång (och varit i semifinal två gånger). Klubben har två klassiska rivaler, Fortaleza och Ferroviário Atlético Clube, båda från brasiliens huvudstad. Sitt smeknamn Vovô fick klubbben för att den är den äldsta fotbollsklubben i delstaten Ceará.